# 中国科学院数学与系统科学研究院

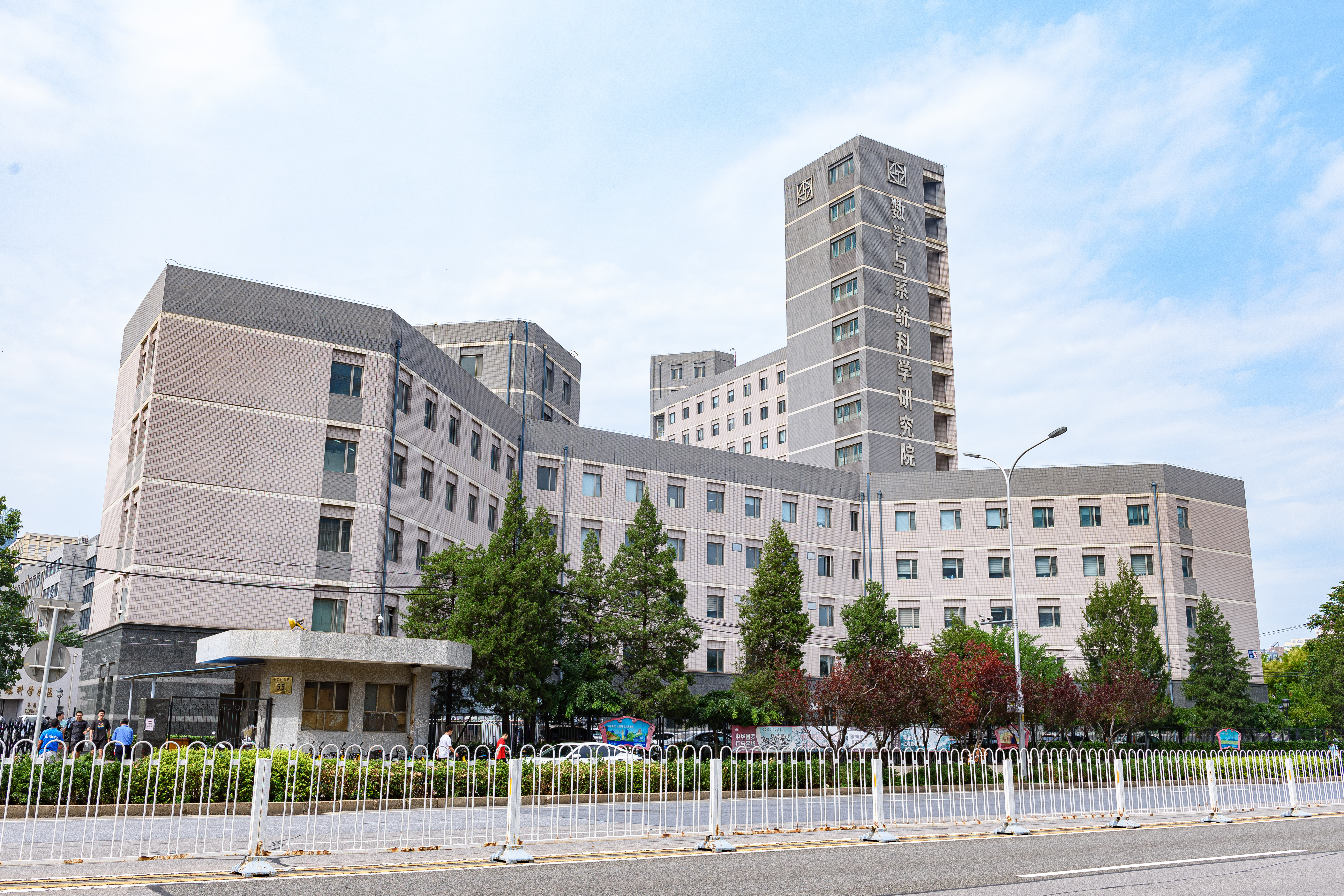
中关村东路55号数学院思源楼与理论物理研究所主楼

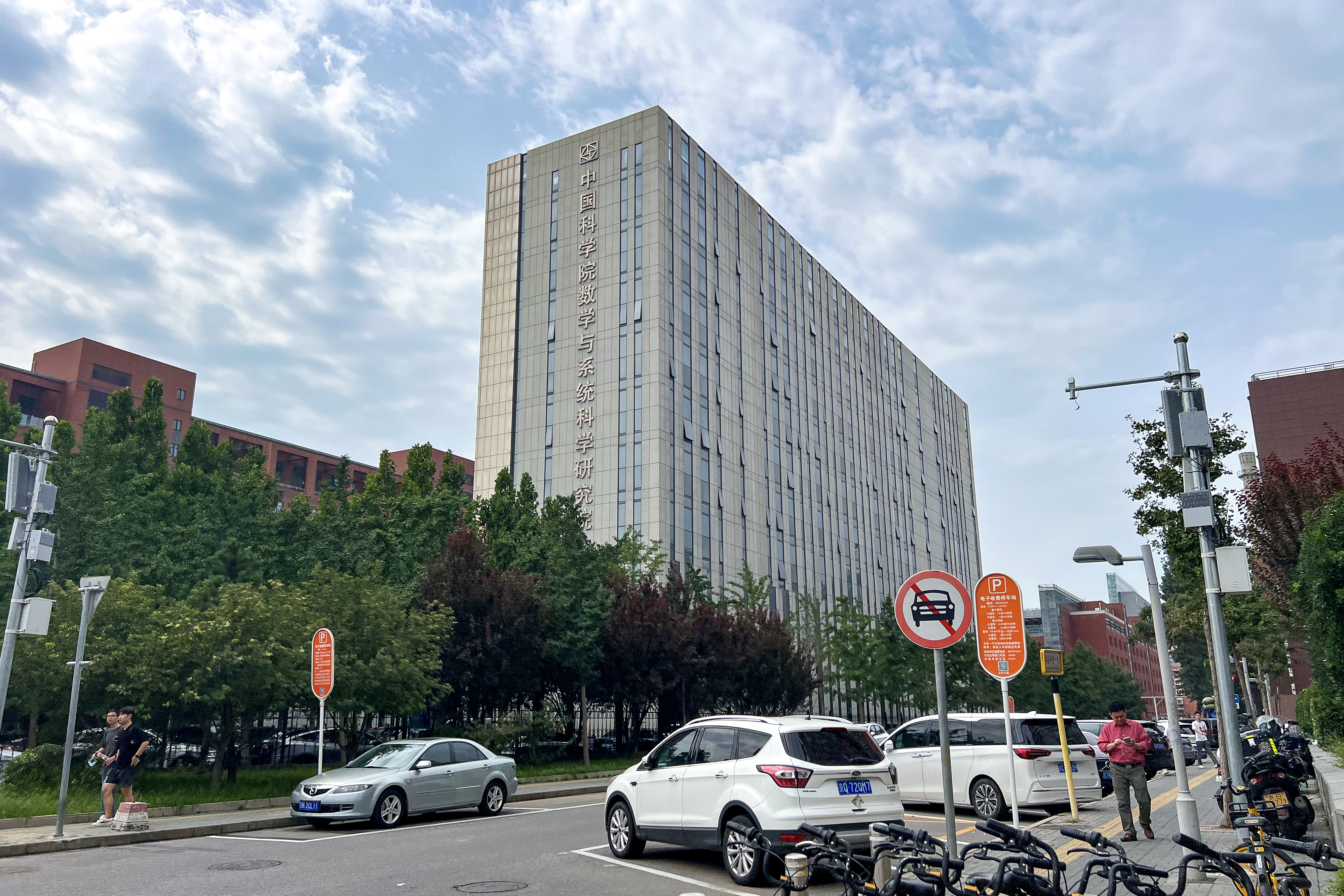
数学院南楼

中国科学院数学与系统科学研究院（以下简称“数学院”），成立於1998年12月，所址地处北京市海淀区中关村，最早可以追溯到其前身——中国科学院数学研究所。数学研究所成立於1952年，是中国科学院早期成立的研究所之一。
中国科学院数学与系统科学研究院有国家数学与交叉科学中心、科学与工程计算国家重点实验室、中科院管理决策与信息系统重点实验室、中科院系统控制重点实验室、中科院数学机械化重点实验室、华罗庚数学重点实验室、随机复杂结构与数据科学重点实验室、中科院晨兴数学中心和中科院预测科学研究中心等国家级和院部级实验室和研究中心。

## 组织
- 数学研究所
- 应用数学研究所
- 系统科学研究所
- 计算数学与科学工程计算研究所